# Муретов, Митрофан Дмитриевич
Митрофа́н Дми́триевич Муре́тов (1851—1917) — русский православный богослов, публицист, заслуженный профессор Московской духовной академии.

## Биография
Родился 12 (24) августа 1851 года в семье священника. Окончил скопинское духовное училище (1866), Рязанскую духовную семинарию (1873) и Московскую духовную академию (1877) со степенью кандидата богословия. В августе 1877 года назначен преподавателем греческого языка в Тамбовской духовной семинарии, но уже в октябре был переведён в Вифанскую духовную семинарию. С октября 1878 года состоял приват-доцентом Московской духовной академии «по кафедре Священного Писания Нового Завета». В июле 1885 года защитил диссертацию и получил степень магистра богословия и в августе был утверждён доцентом Московской духовной академии. Одновременно был лектором французского языка.
В 1893 году после защиты диссертации получил степень доктора и звание ординарного профессора. С 1903 года — заслуженный профессор Московской духовной академии.
В 1906 году назначен на должность инспектора Московской духовной академии. В 1910 году ушёл в отставку, но продолжал читать лекции. С 1911 года — почётный член Московской духовной академии.
Женат не был.
Скончался от паралича 11 (24) марта 1917 года.
Родной младший брат Митрофана Дмитриевича — протоиерей, церковный историк и писатель Сергей Дмитриевич Муретов

## Основные труды
М. Д. Муретов является автором многочисленных работ по сравнительному богословию, текстологии, экзегетике Нового Завета, Ветхозаветной библеистике:
- «Учение о Логосе у Филона Александрийского и Иоанна Богослова в связи с предшествовавшим развитием идеи Логоса в греческой философии и иудейской теософии» (М., 1885);
- Философия Филона Александрийского в отношении к учению Иоанна Богослова о Логосе. — М., 1885; (магистерская диссертация)
- храм. Ч. I. Внешний вид храма" (М., 1890, докторская диссертация);
- «Протестантское богословие до появления Штраусовой Жизни Иисуса» (1894);
- «Древность предания о погребении Адама на Голгофе» (М., 1894);
- «Апокрифическая переписка апостола Павла с Коринфянами» (1896);
- Бог-Слово и Воскресение Христово: (краткое объяснение Пасхального Евангелия : Иоанна 1, 1—18. — М : Унив. тип, 1903. — 28 с.
- «Иуда Предатель» (ряд статей в «Богословском Вестнике» за 1905—1908 годы);
- «Эрнест Ренан и его Жизнь Иисуса» (1908);
- «Новый Завет как предмет православно-богословского изучения» (1915).

Он также участвовал в переводах с греческого языка сочинений Святых Отцов Церкви.